# Ящірка (рід)

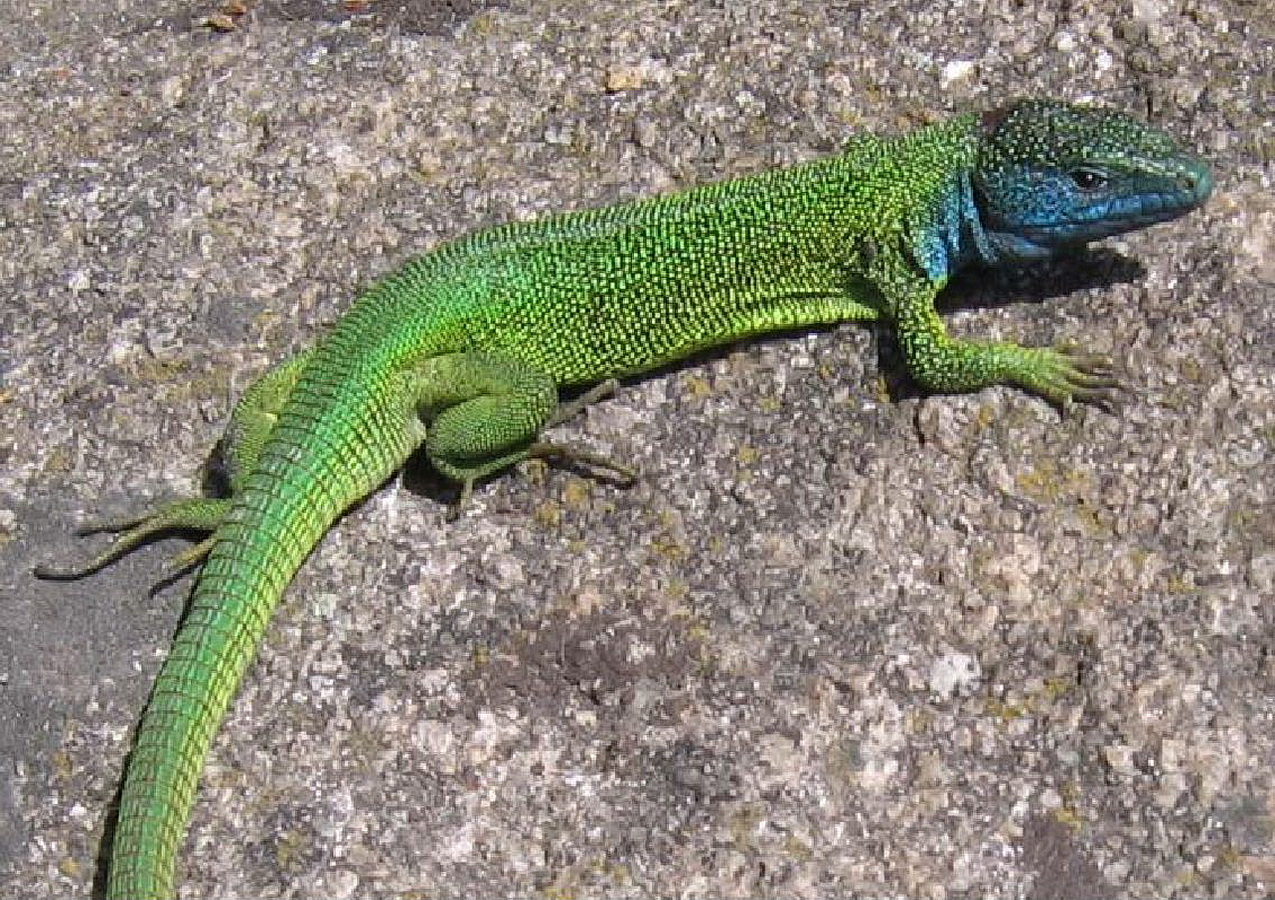
Самець ящірки зеленої. Запорізьке Правобережжя

Ящірка (Lacerta) — рід плазунів ряду лускатих підряду Ящірки. Має 40 видів. Один з найбільших родів родини Ящіркових. Викопні рештки відомі починаючи з еоцену.

## Опис
Загальна довжина сягає до 16 см. Тулуб зверху часто має яскраві кольори, здебільшого зелений. Черево жовтуватого, лимонного забарвлення. Статевий диморфізм проявляється у різних кольорах самиці та самця, останній темніший. Тулуб стрункий, хвіст досить довгий. Має здатність відламуватися при небезпеці (самокаліцтво). Шкіра вкрита дрібною лускою. Голова зверху має правильно розташовані щитки, які лежать поверх зрослих із черепом кістяних пластинок — остеодерм. На хвості луска утворює правильні кільця. Є в наявності стегнові пори. Очі мають подільні повіки, на нижньому розташовано прозоре або напівпрозоре віконце. Скроневі дуги добре розвинуті.

## Спосіб життя
Полюбляють піски, степи, зарості чагарників, лісисту місцину. Харчуються комахами, безхребетними, молюсками, гризунами, пташенятами, плодами й ягодами.
Це яйцекладні ящірки. Самиці відкладають за 1 раз до 14 яєць. Може бути кілька кладок протягом сезону.

## Розповсюдження
Європа, Азія, Північна Африка.

## Представники роду в Україні
В Україні поширені:
- ящірка прудка (Lacerta agilis), до 20 см довжиною — по всій Україні;
- ящірка зелена (Lacerta viridis), до 40 см у довжину, занесена до Червоної книги України;

## Види
Рід Lacerta містить такі види
- Lacerta agilis Linnaeus, 1758
- Lacerta bilineata Daudin, 1802
- Lacerta defilippii (Camerano, 1877)
- Lacerta media Lantz & Cyrén, 1920
- Lacerta mosoufi Baloutch, 1976
- Lacerta pamphylica Schmidtler, 1975
- Lacerta schreiberi Bedriaga, 1878
- Lacerta strigata Eichwald, 1831
- Lacerta trilineata Bedriaga, 1886
- Lacerta viridis (Laurenti, 1768)